# درسة الشعير
درسة الشعير أو أرطلان أو بُلبُل الشعير أو صعو الحطب أو دُرَّسَة صفراء العنق (الاسم العلمي: Emberiza hortulana) (بالإنجليزية: Ortolan Bunting)‏، هو طائر ينتمي إلى عنبريات (فصيلة: Emberizidae).

## انظر أيضا

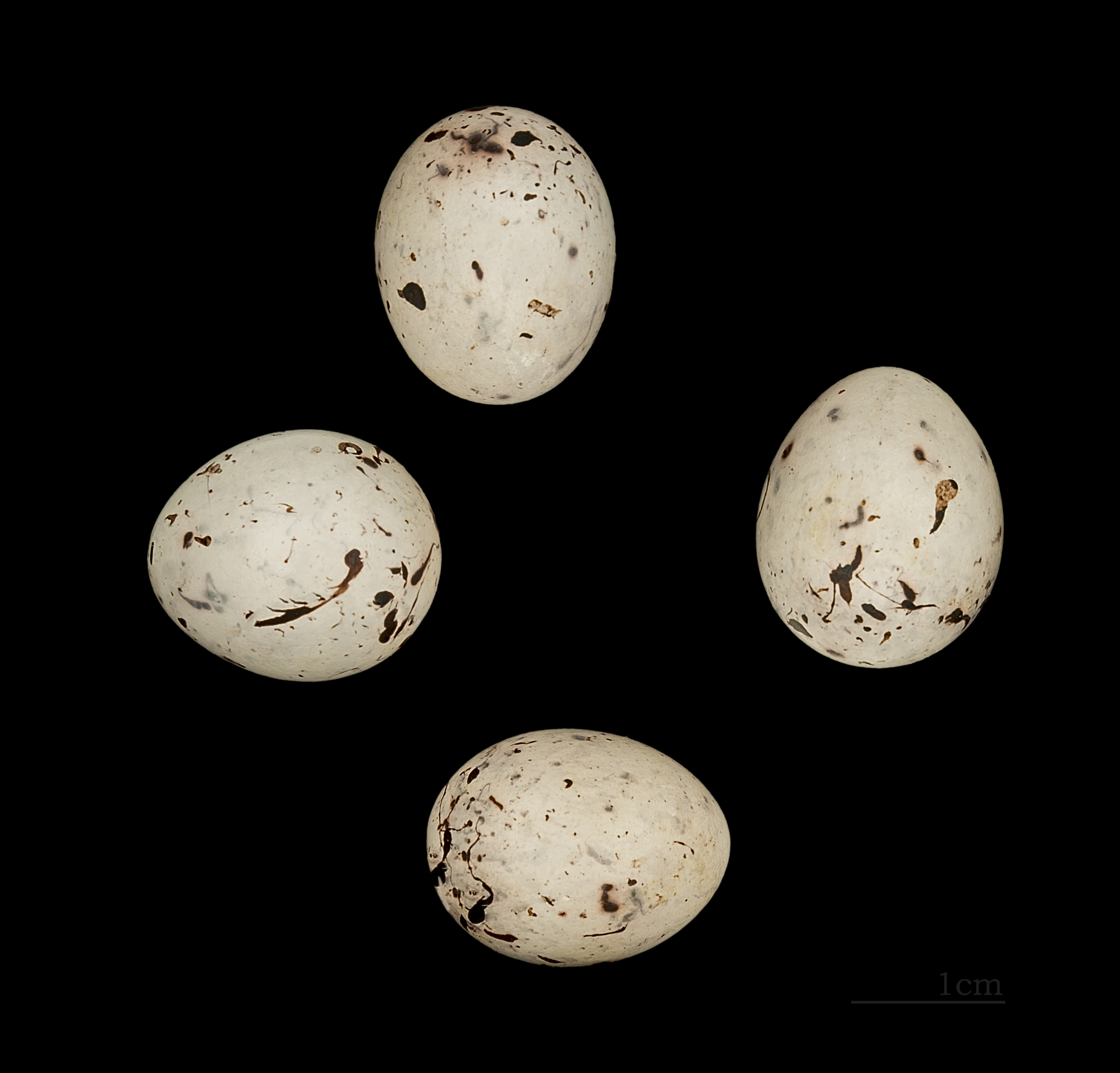
Emberiza hortelano